# اعتلال الدماغ المزمن بالمذيبات
اعتلال الدماغ المزمن بالمذيبات حالة ناتجة عن التعرض طويل الأمد للمذيبات العضوية، غالبًا في مكان العمل، ما يؤدي إلى طيف من اعتلالات الأعصاب المتعددة الحسية والحركية المستديمة والعجز السلوكي العصبي حتى بعد إيقاف التعرض للمذيبات. يُشار إلى المتلازمة أيضًا بأسماء «المتلازمة النفسية العضوية»، «متلازمة المذيبات العضوية»، «متلازمة الرسام المزمنة»، «اعتلال الدماغ بالمذيبات المهنية»، «التسمم بالمذيبات»، «متلازمة المذيبات السمية»، «داء الرسامين»، «الاعتلال الدماغي السمي المزمن»، «متلازمة الوهن العصبي»، يُصعب تعدد الأسماء المستخدمة والتباين في طرائق البحث الإشارة إلى المرض ويجعل قائمة الأعراض غير واضحة.

## الأعراض
من الأعراض المميزة لاعتلال الدماغ بالمذيبات تدهور الذاكرة (خاصة الذاكرة قصيرة المدى)، وضعف الانتباه. وتظهر الكثير من الأعراض الأخرى المصاحبة بدرجات متفاوتة. يُصعّب التباين في طرائق البحث المستخدمة في دراسة المرض وصف أعراضه، فتكون بعض الأعراض غير مؤكدةِ الصلة بالمذيبات، بسبب قلة مشاهدتها. يكون وصف أعراض اعتلال الدماغ المزمن بالمذيبات أكثر صعوبة أيضًا بسبب عدم وجود تعريف واضح له، ولأن الآلية المسببة غير مفهومة حتى الآن.

### الأعراض العصبية
تشمل الأعراض العصبية المبلغ عنها صعوبة النوم، وانخفاض القدرة الذهنية، والدوخة، وتغير القدرات الإدراكية البصرية، وتأثر المهارات الحركية النفسية، والنسيان، واختلال التوجه. لا يُعرف عن الآلية المسببة لهذه الأعراض سوى عبور جزيئات المذيب للحاجز الدموي الدماغي. من العلامات العصبية تأذي حس الاهتزاز في الأطراف وعدم القدرة على الحفاظ على الثبات الحركي، ويحتمل أن يكون هذا التأثير ناتجًا عن تلف حركي نفسي في الدماغ. تشمل الأعراض الأخرى المشاهدة التعب، وتدني القوة، وشذوذ المشية. وجدت إحدى الدراسات علاقة بين انخفاض عدد خلايا الدم الحمراء ومستوى التعرض للمذيبات، دون العثور على بيانات كافية لدعم أي اختبار دموي للمسح بحثًا عن اعتلال الدماغ المزمن بالمذيبات.

### التغيرات الحسية
أشارت دراسة أجريت عام 1988 إلى أن بعض العمال المعرضين للمذيبات يعانون من فقدان حاسة الشم أو تأذي رؤية الألوان. ربما ينتج ذلك بالفعل عن التعرض للمذيبات العضوية وربما لا. توجد أدلة أخرى تربط بين التعرض للمذيبات والضعف الخفي في رؤية الألوان (خاصة فقدان رؤية لون تيتيان أو فقدان اللونين «أزرق-أصفر»)، والمفاقمة التآزرية لفقدان السمع، وفقدان حاسة الشم (فقد الشم).

### الأعراض النفسية
الأعراض النفسية المبلغ عنها عند المصابين باعتلال الدماغ المزمن بالمذيبات هي تقلبات المزاج، وزيادة الانفعال، والاكتئاب، وغياب المبادرة، والتقلقل العاطفي (نوبات عاطفية لا يمكن السيطرة عليها مثل الضحك أو البكاء بلا سبب)، وفقدان الاهتمام بالجنس. يعتقد أن بعض الأعراض النفسية سببها الإحباط الناتج عن ظهور الأعراض الأخرى أو الأعراض العصبية أو الفيزيولوجيا المرضية لاعتلال الدماغ المزمن بالمذيبات. أفادت دراسة حالة رسام شخصت إصابته باعتلال الدماغ المزمن بالمذيبات أنه شعر في كثير من الأحيان أنه دفاعي وسريع الغضب ومكتئب بسبب تدهور ذاكرته.

## الأسباب
تمتاز المذيبات العضوية التي تسبب اعتلال الدماغ المزمن بالمذيبات بأنها مركبات متطايرة، قابلة للانحلال في الدم، محبة للدسم، تكون عادة سائلة في درجات الحرارة العادية. وهي مركبات أو مخاليط تُستخدم لاستخلاص أو إذابة أو تعليق المواد غير القابلة للذوبان في الماء كالدهون والزيوت والشحوم ومشتقات السيللوز والشمع والبلاستيك والبوليميرات. تستخدم هذه المذيبات في إنتاج الدهان والغراء والطلاء ومركبات إزالة الشحوم والأصبغة والبوليميرات والمستحضرات الصيدلانية وأحبار الطباعة.
يحدث التعرض للمذيبات بالاستنشاق أو الابتلاع أو الامتصاص المباشر عبر الجلد. من بين أشكال التعرض الثلاثة، يعد الاستنشاق الأكثر شيوعًا، إذ يمكن للمذيب أن يمر بسرعة عبر أغشية الرئة ويخترق الأنسجة الدهنية أو أغشية الخلايا. عند وصوله إلى مجرى الدم، وبسبب خصائصه المحبة للدسم، يعبر الحاجر الدماغي الدموي بسهولة. آلية تأثير المذيبات على الدماغ المسببة لهذه المتلازمة غير مفهومة جيدًا حتى الآن.

## العلاج
علاج اعتلال الدماغ المزمن بالمذيبات صعب لأنه مازال مرضًا غير واضح تمامًا ولا توجد بيانات حول آلية تأثير المذيبات على الأنسجة العصبية. لا يوجد علاج فعال وشافٍ لأي أذية وظيفية عصبية أو بدنية يحدثها اعتلال الدماغ المزمن بالمذيبات. ويعتقد أن السبب في ذلك محدودية قدرة الجهاز العصبي المركزي على التجدد، بل يمكن أن تتفاقم الأعراض مع تقدم العمر. يمكن تدبير بعض أعراض اعتلال الدماغ المزمن بالمذيبات، كالاكتئاب واضطرابات النوم كل على حدة، وتتوفر علاجات لمساعدة المرضى على التكيف مع أي إعاقة مصاحبة. يتضمن العلاج الحالي لاعتلال الدماغ المزمن بالمذيبات علاج الاضطرابات النفسية المصاحبة، وتدبير الأعراض، ومنع تدهور الحالة.